# ザウバー・C32
ザウバー・C32 (Sauber C32) は、ザウバーが2013年のF1世界選手権参戦用に開発したフォーミュラ1カー。

## 概要
C32の大きな特徴は、横幅の狭いサイドポンツーンである。デザイナーのマット・モリスは、2011年モナコGP予選でセルジオ・ペレスが横向きでバリアに激突した際、潰れたサイドポンツーンを見たことがヒントになったと述べ、「大胆なデザインだが、我々はかなり自信を持っている」と語っている。内部にはラジエーターなどがタイトに収納されているが、テスト段階では冷却機能に支障はないという。
ノーズの段差部分に関しては、ショルダー部分を前後滑らかに繋げ、中央部分に段差を残す処理とした。また、C31と同様にノーズコーンとモノコックの境目にスリットを設けている。ノーズ下から吸い込んだ気流をこのスリットから放出することで、ノーズ上下面の気流を改善していると見られる。
車体後部の排気系レイアウトは、ザウバーオリジナルの傾斜型を廃止して、マクラーレンタイプのバルジ型に変更した。
カラーリングは前年までの配色から白い部分を減らし、グレーを基調とするデザインへ一新された。

## スペック
ソース

### シャシー
- シャシー カーボンファイバー製モノコック
- フロントサスペンション ダブルウィッシュボーン インボードスプリングおよびダンパーによるプッシュロッド式（ザックス・レース・エンジニアリングおよびペンスキー製）
- リアサスペンション ダブルウィッシュボーン インボードスプリングおよびダンパーによるプルロッド式（ザックス・レース・エンジニアリングおよびペンスキー製）
- ブレーキ ブレンボ 6ピストン・ブレーキキャリパー カーボンファイバー製ブレーキパッドおよびディスク
- トランスミッション フェラーリ 7速クイックシフト・カーボンギアボックス 縦置き カーボンファイバー製クラッチ
- シャシー電子機器 MES
- KERS フェラーリ
- ステアリングホイール 	ザウバーF1チーム
- タイヤ ピレリ P Zero
- ホイール O・Z

### エンジン
- エンジン フェラーリ 056
- 排気量 2,398 cc
- 型式 自然吸気 V8エンジン
- バンク角 90°
- エンジンブロック 砂型鋳造アルミニウム製
- ボア径 98 mm
- バルブ数 32
- バルブ駆動 ニューマチック
- 噴射および点火 電子制御
- 重量 95 kg以上

### サイズ
- 全長 5,240 mm
- 全幅 1,800 mm
- 全高 1,000 mm
- フロントトレッド 1,495 mm
- リアトレッド 1,410 mm
- 重量 640 kg（ドライバーを含む、空タンク時）

## 記録
| 年   | No. | ドライバー       | 1   | 2   | 3   | 4   | 5   | 6   | 7   | 8   | 9   | 10  | 11  | 12  | 13  | 14  | 15  | 16  | 17  | 18  | 19  | ポイント | ランキング |
| 年   | No. | ドライバー       | AUS | MAL | CHN | BHR | ESP | MON | CAN | GBR | GER | HUN | BEL | ITA | SIN | KOR | JPN | IND | ABU | USA | BRA | ポイント | ランキング |
| ---- | --- | ---------------- | --- | --- | --- | --- | --- | --- | --- | --- | --- | --- | --- | --- | --- | --- | --- | --- | --- | --- | --- | -------- | ---------- |
| 2013 | 11  | ヒュルケンベルグ | Ret | 8   | 10  | 12  | 15  | 11  | Ret | 10  | 10  | 11  | 13  | 5   | 9   | 4   | 6   | 19† | 14  | 6   | 8   | 57       | 7          |
| 2013 | 12  | グティエレス     | 13  | 12  | Ret | 18  | 11  | 13  | 20† | 14  | 14  | Ret | 14  | 13  | 12  | 11  | 7   | 15  | 13  | 13  | 12  | 57       | 7          |

- 太字はポールポジション、斜字はファステストラップ。(key)
- † 印はリタイアだが、90%以上の距離を走行したため規定により完走扱い。